# 귀환법
귀환법(歸還法)은 1950년 7월 5일에 제정된 이스라엘의 법률이다. 유대인들에게 이스라엘에서 거주할 권리와 이스라엘의 시민권을 얻을 수 있도록 하는 법이다. 1970년에 입국하고 정착할 수 있는 권리가 유대인 가계의 사람들과 그들의 배우자들에게로 확대되었다.